# Ulachan-Jurjach (Rechte Bojarka)
Der Ulachan-Jurjach (russisch Улахан-Юрях) ist ein etwa 84 km langer rechter Nebenfluss der Rechten Bojarka im Norden der russischen Region Krasnojarsk.

## Verlauf
Der Ulachan-Jurjach verläuft in einer weitgehend unbewohnten Tundralandschaft nördlich des Polarkreises. Er entspringt im Norden des Putorana-Gebirges auf einer Höhe von etwa 400 m. Der Ulachan-Jurjach fließt in überwiegend nordwestlicher Richtung. Bei Flusskilometer 64 erreicht er das Nordsibirische Tiefland. Er durchfließt im Anschluss ein mit vielen kleineren Seen durchsetztes Tiefland und bildet dabei ein stark mäandrierendes Verhalten mit zahlreichen engen Flussschlingen aus. Der Ulachan-Jurjach trifft schließlich auf die weiter westlich verlaufende Rechte Bojarka. Der Ulachan-Jurjach entwässert ein 603 km² großes Areal.